# Шумице (Београд)
Шумице су парк и урбано насеље у југо-источном делу ван старог градског насеља Београда, у општини Вождовац.

## Локација
Насеље Шумице, налази се на Пашином брду, у чијем саставу се налази градска шума по којој и носи име. Од центра Београда удаљено је 6,5 километара. На западу се граничи са Душановцем, а на истоку са Коњарником.

## Парк
Парк, који заузима површину од 0,64 хектара, састоји се из два дела западног већег и источног мањег, одвојен је улицом Војводе Тозе. Дрвеће у овом модерном парку је остатак много већег, које је постојало пре Другог светског рата. У парку живе јежеви и слепи мишеви, а главна атракција су веверице, које често долазе у парк. Парк је реконструисан и изграђена је трим стаза 2007.

## Насеље
Насеље је изграђено у периоду од 1963—1967. Грађено је на панонским лапорцима. Арихитекте идивидуалног и колективног становања настојали су да следе тадашње трендове у архитектури, посебно у Енглеској и бившем СССР-у.
Модерно насеље, са пуно зелених површина, може се грубо поделити у два дела: јужни, уз стамбени објекат, а северна са мањим породичним кућама и вилама, које су биле веома популарне међу београдским личностима у 1980-им.
Према попису из 2002. у насељу је живело 7.228 становника.
Сам простор насеља Шумице значајан је по:
- ЦКС „Шумице“ изграђен 1974. године[2][6]
- нови пословни центар „Кошум“
- Хотел „Србија“, један од највећих хотела у Београду[2] у Устаничкој улици
- Дом здравља „Шумице“, огранак Дома здравља Вождовац у Устаничкој улици[7]